# Diocesi di Boulogne

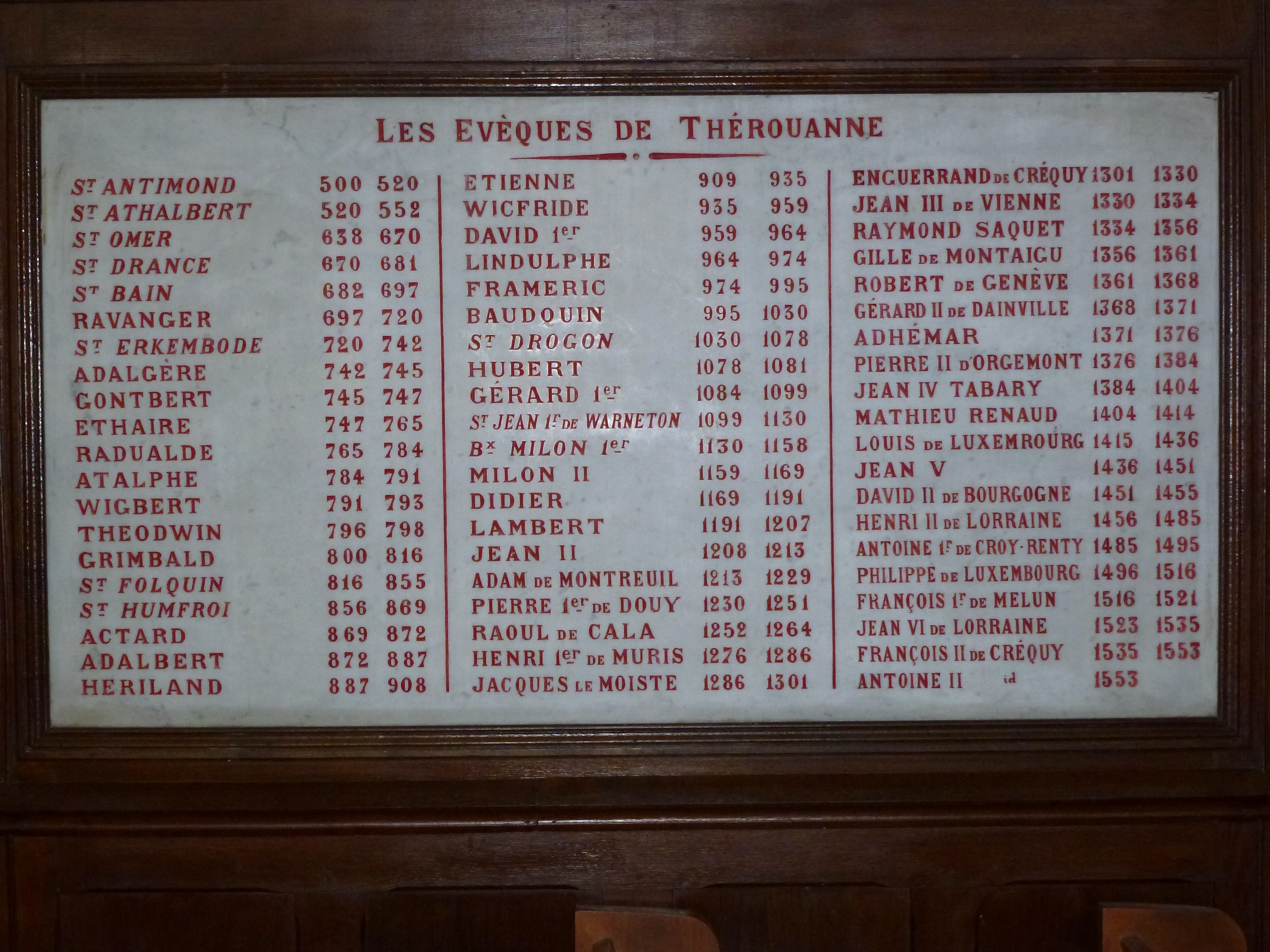
La lista dei vescovi di Thérouanne conservata nella chiesa Saint-Martin di Thérouanne.

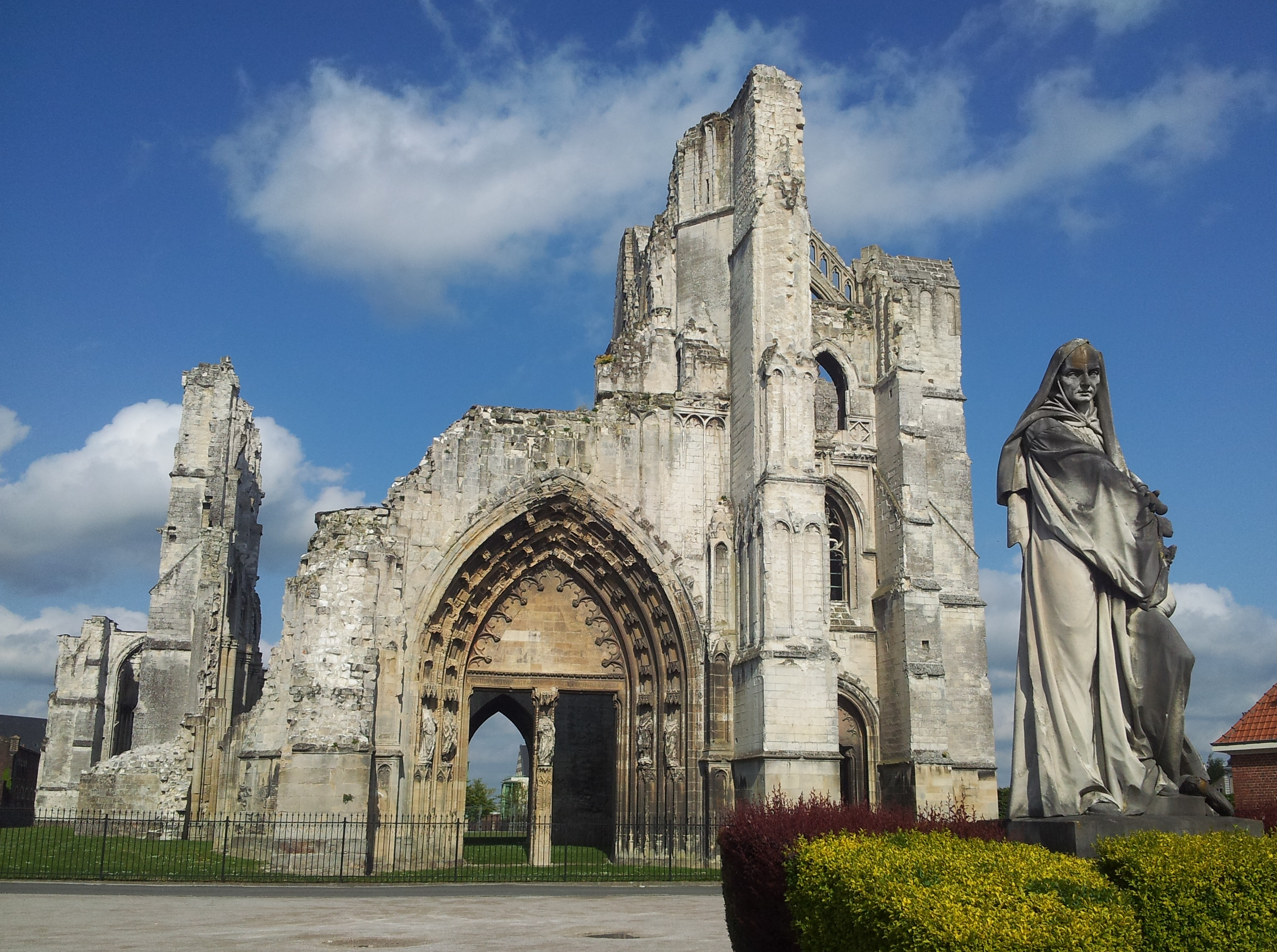
Resti dell'abbazia di San Bertino a Saint-Omer, fondata nel VII secolo da sant'Audomaro.

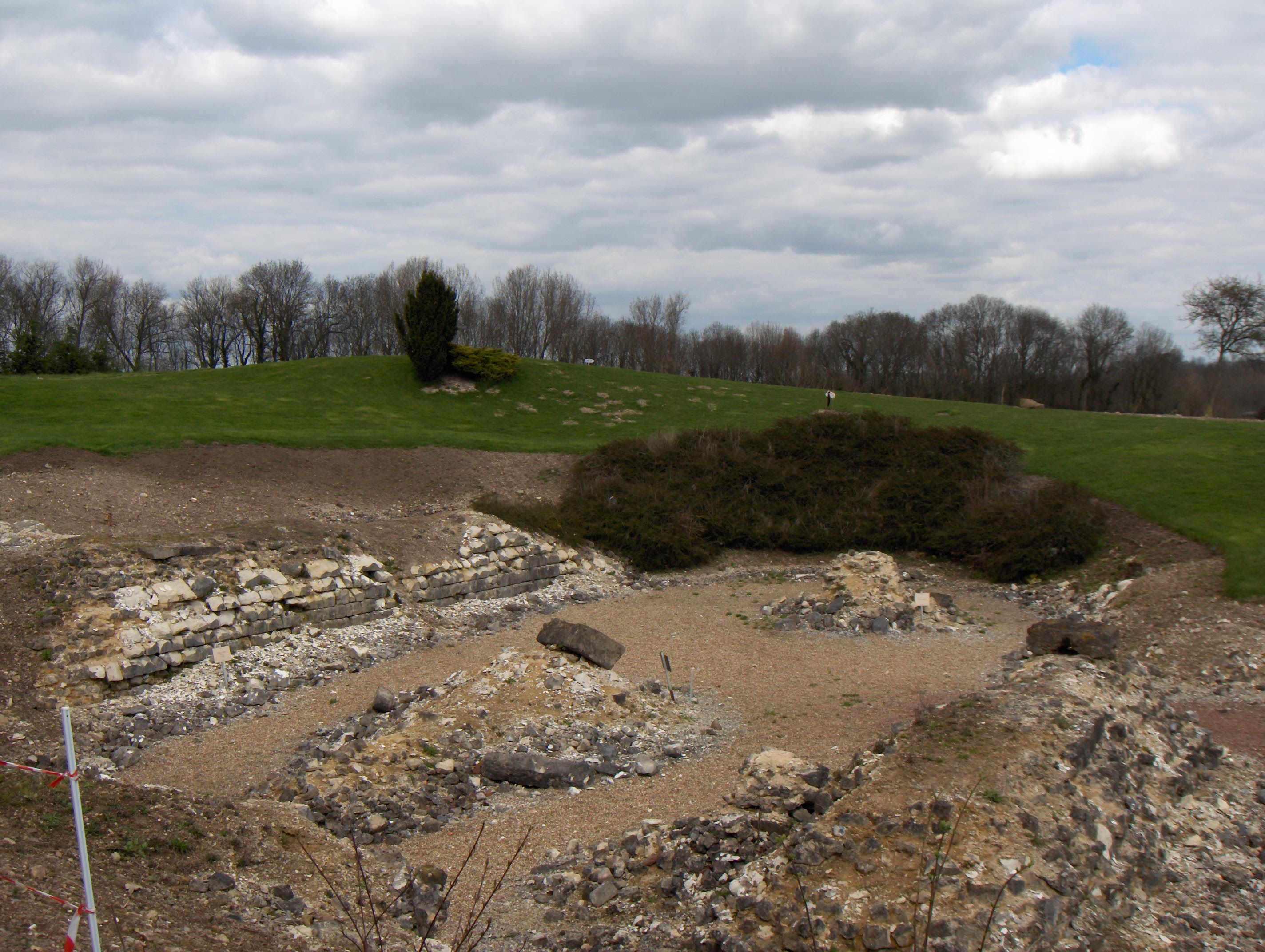
Scavi archeologici nel sito dell'antica Thérouanne; in evidenza i resti della cattedrale.

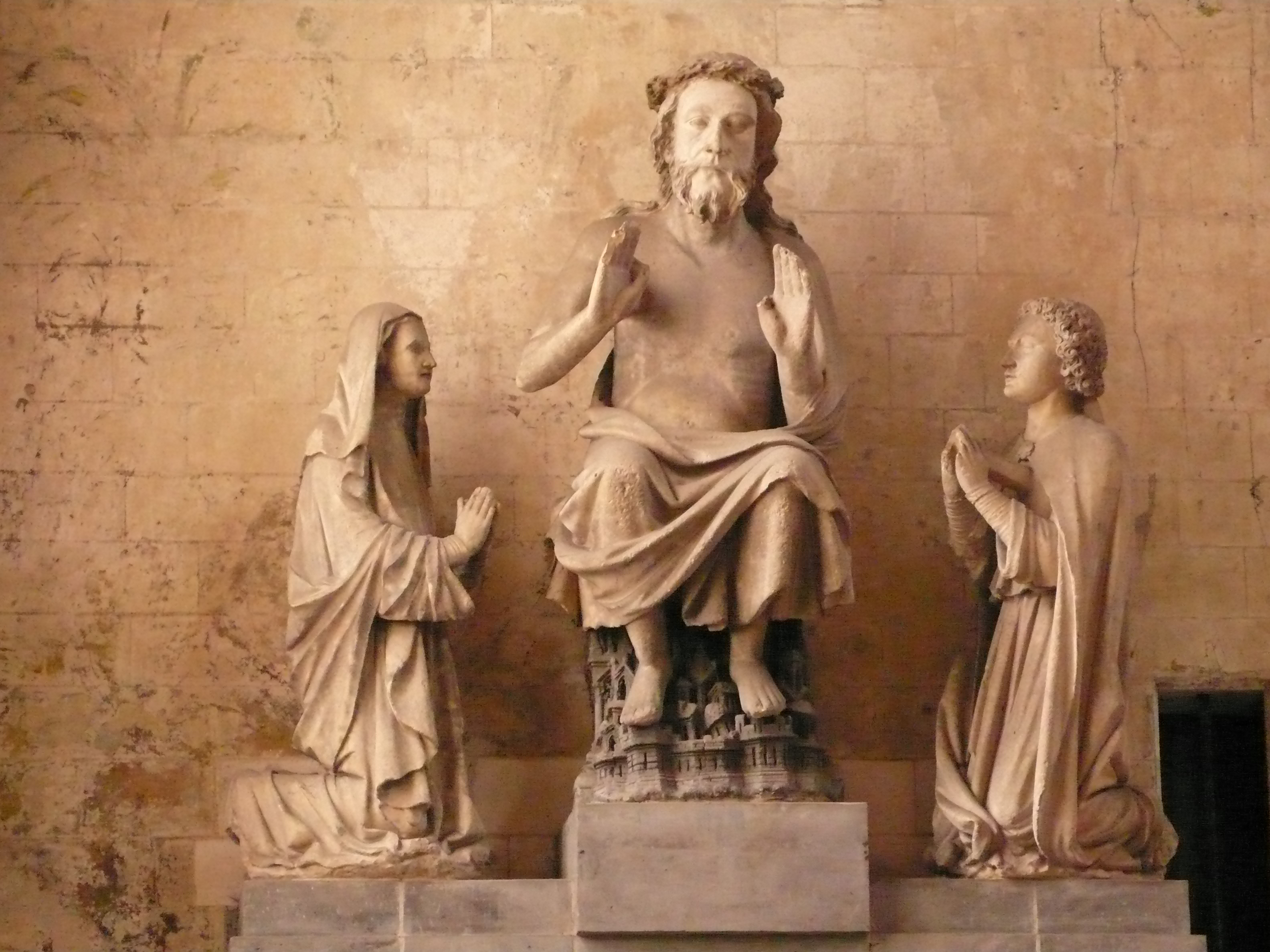
La composizione statuaria denominata Grand Dieu de Thérouanne (metà del XIII secolo), che un tempo arricchiva la facciata della cattedrale di Thérouanne, e che oggi si trova nella vicina cattedrale di Saint-Omer.

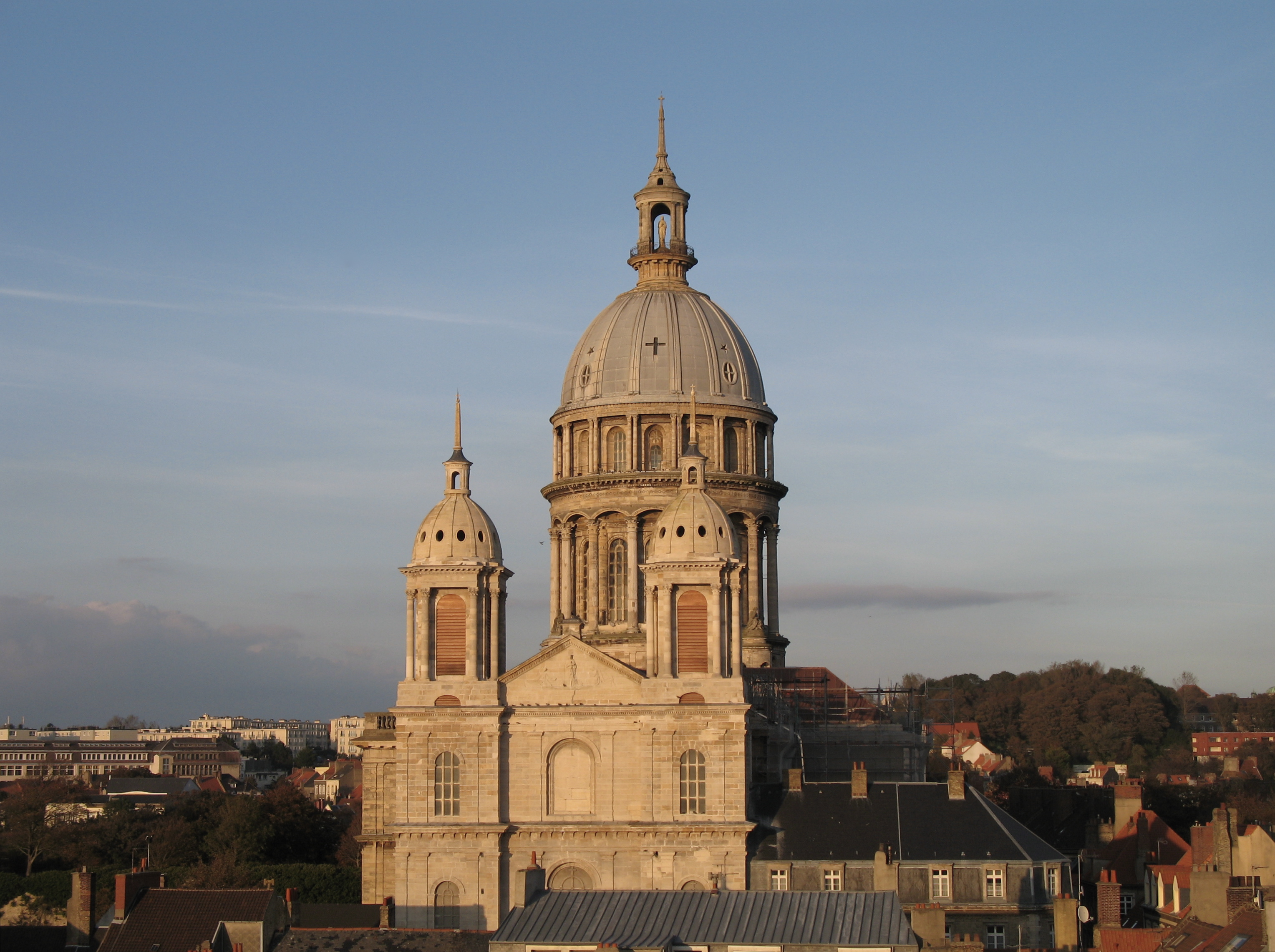
La basilica dell'Immacolata Concezione di Boulogne-sur-Mer, edificata in stile neoclassico nell'Ottocento sul luogo dell'antica cattedrale, distrutta durante la rivoluzione.

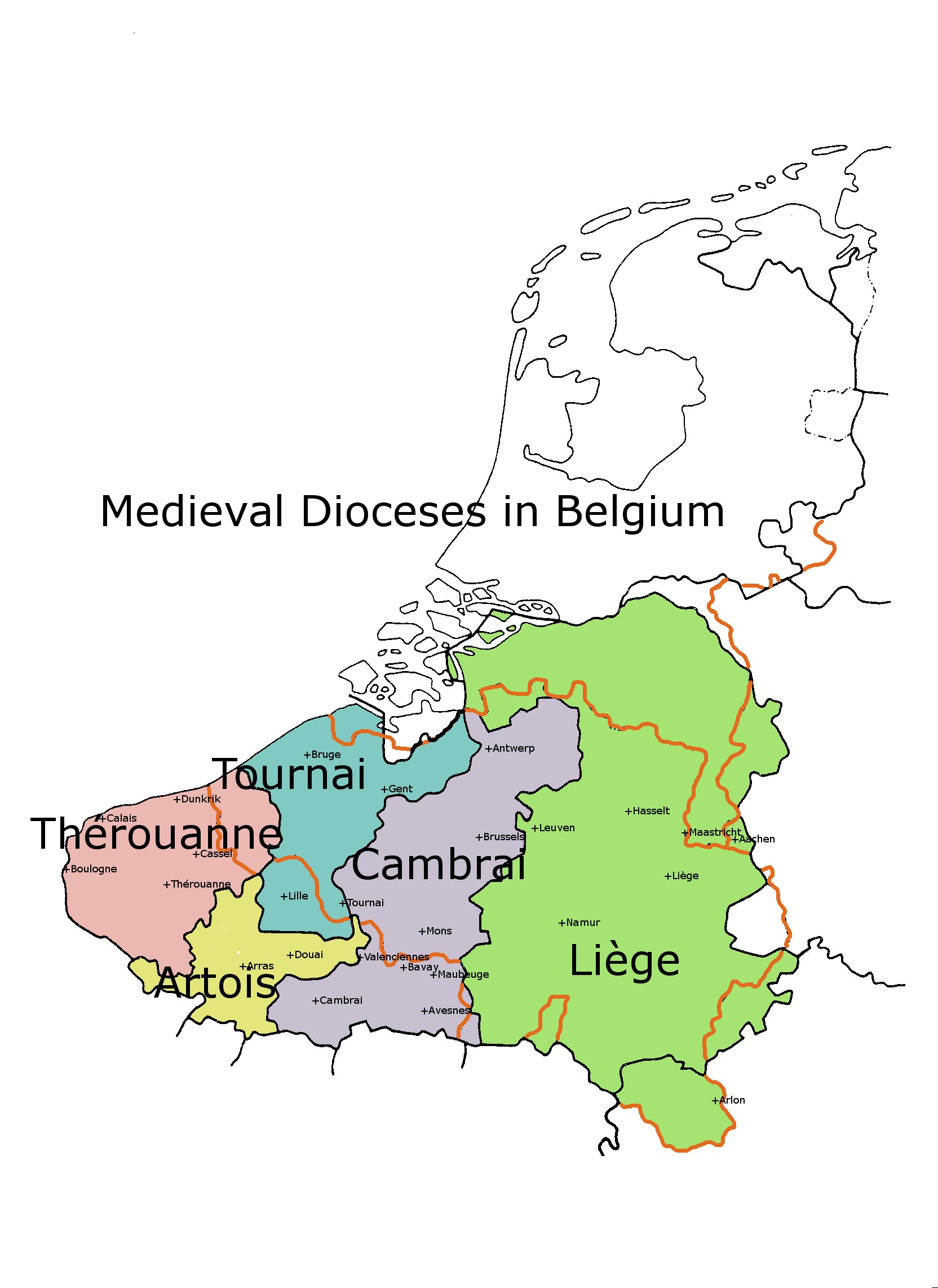
Mappa della diocesi di Thérouanne e delle altre diocesi in Belgio prima del 1559. La linea rossa indica i confini statali attuali.

La diocesi di Boulogne (in latino: Dioecesis Boloniensis) è una sede soppressa della Chiesa cattolica.

## Storia
La diocesi di Boulogne è erede dell'antica diocesi di Thérouanne, la cui sede fu trasferita a Boulogne nel 1567.

### Sede a Thérouanne
In epoca romana Tervanna o Taruanna era la capitale e il centro amministrativo della civitas Morinorum, ossia del popolo celtico dei Morini. Oltre a Tervanna, i Morini avevano un altro importante centro abitato, chiamato Bononia dai romani, oggi Boulogne, porto da cui partivano le navi per la Britannia. Entrambe le città facevano parte della provincia romana della Gallia Belgica seconda, la cui capitale era Reims, come attestato dalla Notitia Galliarum dell'inizio del V secolo.
Circa l'evangelizzazione del territorio morinense, fondamentale è la testimonianza di Paolino di Nola, che in una sua lettera a Victricio di Rouen (attestato tra il 390 ed il 404), ricorda le imprese dei missionari inviati dal vescovo di Rouen nella civitas dei Morini. Questo testo lascia dunque supporre che i primi missionari cristiani giunsero nelle estreme terre a nord della Gallia da Rouen, seguendo la rotta marittima, e non da Reims, capitale della Belgica seconda. In seguito, con l'arrivo dei popoli germanici, soprattutto Sassoni, si nota la presenza nel VII secolo di missionari venuti dalla Bretagna e dal Cotentin.
Queste terre rimasero, durante i primi secoli del cristianesimo, ai margini della vita politica. Il controllo effettivo della regione di Thérouanne si realizzò solo durante la guerra civile che vide coinvolta la famiglia reale dei Merovingi alla fine del VI secolo e fino al 613: è in occasione di queste lotte fratricide che si manifestarono gli interessi per l'antica civitas Morinorum da parte delle entità politiche allora in corso di formazione, ossia la Neustria e l'Austrasia.
È in questo contesto storico, allo scopo di stringere ancora di più i legami tra l'episcopato e i sovrani merovingi, che molto probabilmente sorse la diocesi di Thérouanne con il vescovo sant'Audomaro, monaco dell'abbazia di Luxeuil, nel VII secolo. Le antiche liste episcopali tuttavia menzionano due vescovi prima di Audomaro, Antimondo e Atalberto, che sembrano testimoniare l'esistenza di una organizzazione ecclesiastica nel corso del VI secolo: le fonti storiche ignorano però questi due personaggi.
La nuova diocesi (dioecesis Morinensis) fu eretta con territorio ricavato da quello dell'arcidiocesi di Reims, di cui Thérouanne divenne suffraganea. Comprendeva tre pagi: il pagus Teruanensis con capoluogo Thérouanne; il pagus Bononiensis (Boulonnais), che aveva come centro la città portuale di Boulogne; e gran parte del pagus Mempiscus, con centro principale Bergues.
Durante l'invasione dei Normanni (IX secolo) i vescovi trasferirono la loro sede a Boulogne; ritornarono a Thérouanne nei primi anni dell'XI secolo. Fu in quest'epoca che ebbe inizio la costruzione della cattedrale dedicata alla Madonna: riedificata ed ingrandita più volte, era una imponente cattedrale gotica, riccamente decorata, che testimoniava la ricchezza della città e della diocesi.
Nel Medioevo la diocesi era divisa in 25 decanati, più la città e il territorio di Thérouanne, che costituiva un decanato a sé stante. Essi erano raggruppati in due arcidiaconati:
- l'arcidiaconato di Francia o d'Artois con 14 diaconie: Boulogne, Guînes, Alquines, Wissant, Frencq, Fauquembergues, Hesdin, Bomy, Lillers, Aire, Saint-Pol, Helfaut, Saint-Omer e Arques[10];
- l'arcidiaconato di Fiandra con 11 diaconie: Ypres, Bailleul, Poperinge, Marck, Furnes, Bourbourg, Cassel, Bergues, Dixmude (Nieuwpoort), Merville.

In totale la diocesi comprendeva circa 600 parrocchie.
Nel XVI secolo la diocesi si trovò divisa, dal punto di vista politico, tra il regno di Francia e i domini fiamminghi dell'imperatore Carlo V. Il 20 giugno 1553 Thérouanne fu assediata e poi distrutta da Carlo V in guerra contro il re francese Enrico II; l'intero borgo fu raso al suolo, compresi tutti gli edifici religiosi, tra cui la cattedrale. Al momento dell'assedio della città, parte del capitolo della cattedrale che obbediva all'imperatore, era già fuggita trovando rifugio sia a Ypres che a Saint-Omer; il resto del capitolo, sottomesso al re francese, rimase a Thérouanne e, liberato dopo il pagamento di un riscatto, si trasferì nella città di Boulogne con il consenso del metropolita di Reims.
L'ultimo vescovo di Thérouanne fu François de Créquy, che morì prima dell'assedio e della caduta della città episcopale. Alla sua morte il re francese nominò vescovo il fratello Antoine de Créquy, il quale, non potendo prendere possesso della sede a causa della distruzione della città, non venne preconizzato dalla Santa Sede e fu trasferito l'anno stesso a Nantes. L'imperatore, da parte sua, nominò un proprio vescovo, Guillaume de Poitiers, arcidiacono del capitolo di stanza a Saint-Omer, che rimase vescovo electus fino alla soppressione della diocesi.

### Sede a Boulogne
In seguito agli accordi di pace di Cateau-Cambrésis, il 12 maggio 1559, con la bolla Super universas di papa Paolo IV, le zone orientali della diocesi, in territorio imperiale, furono scorporate per erigere le diocesi di Ypres, suffraganea dell'arcidiocesi di Malines, e di Saint-Omer, suffraganea dell'arcidiocesi di Cambrai. I confini e la partizione amministrativa delle due nuove diocesi furono stabiliti da papa Pio IV nel 1561.
Restavano i territori francesi dell'antica diocesi di Thérouanne; il 3 marzo 1567 con la bolla Divinae maiestatis di papa Pio V la sede vescovile fu trasferita da Thérouanne a Boulogne, i cui vescovi portarono ancora per un certo periodo il titolo di vescovi di Thérouanne. Fu eretta a cattedrale la chiesa Notre-Dame, costruita a partire dalla fine dell'XI secolo.
La nuova diocesi era compresa tra le diocesi di Saint-Omer e di Arras ad est, e la diocesi di Amiens a sud; fu organizzata in 280 parrocchie e 144 chiese succursali, suddivise in 2 arcidiaconati (Artois e Fiandre) e 17 decanati.
Il 3 novembre 1682 fu aperto il seminario diocesano istituito dal vescovo Claude Le Tonnelier de Breteuil ed affidato all'insegnamento dei Lazzaristi. In precedenza i seminaristi si formarono per la maggior parte nel collegio degli Oratoriani, fondato nel 1631.
Durante la rivoluzione, la cattedrale Notre-Dame e il palazzo episcopale furono dapprima confiscati, poi venduti (il 21 luglio 1798) ed infine demoliti pietra su pietra dagli acquirenti per il riutilizzo dei materiali da costruzione.
La diocesi di Boulogne fu soppressa in seguito al concordato con la bolla Qui Christi Domini di papa Pio VII del 29 novembre 1801 e il suo territorio fu incorporato per intero nella diocesi di Arras. Nel giugno 1817 fra Santa Sede e governo francese fu stipulato un nuovo concordato, cui fece seguito il 27 luglio la bolla Commissa divinitus, con la quale il papa restaurava la sede di Boulogne, suffraganea dell'arcidiocesi di Cambrai: la diocesi avrebbe dovuto comprendere gli arrondissements di Boulogne, Saint-Omer e Montreuil nel dipartimento di Passo di Calais. Tuttavia, poiché il concordato non entrò in vigore in quanto non ratificato dal Parlamento di Parigi, questa erezione non ebbe effetto. In seguito la diocesi non venne mai più restaurata.
Il 23 novembre 1853 il vescovo di Arras ottenne il privilegio di aggiungere al proprio titolo quello di vescovo di Boulogne. Dal 9 febbraio 2009 esiste anche la sede vescovile titolare di Thérouanne.

## Cronotassi dei vescovi

### Vescovi di Thérouanne
Sono tre gli antichi documenti che riportano il catalogo episcopale di Thérouanne: il Liber Floridus di Lamberto di Saint-Omer, la raccolta di Roberto di Torigni e il Chronicon breve episcoporum Morinensium et comitum Flandriae del XII secolo. Secondo Louis Duchesne, che pubblica tutti e tre i cataloghi nella sua opera Fastes épiscopaux de l'ancienne Gaule, le serie episcopali sono degne di fede.
- Sant'Antimondo †
- Atalberto †
- Sant'Audomaro (Omer) † (prima del 642 - dopo il 667)
- Drauscio †
- San Baino † (? - 701 dimesso)
- Ravengero † (menzionato nel 708)
- Sant'Erchembodone †  (menzionato nel 723)
- Adalgero  †
- Gumberto †
- Eterio  † (menzionato nel 748)
- Rodvaldo †
- Atalfo o Atalolfo †
- Vigberto o Vicfrido †
- Teodvino  † (menzionato nel 798 circa)
- Erembaldo †
- San Folcuino † (circa 816/817[15] - 14 o 15 dicembre 855 deceduto)
- Sant'Umfrido † (gennaio o febbraio 856 - 8 marzo 870 deceduto)
- Actardo[16] †  (870 - dopo agosto 871 nominato arcivescovo di Tours)
- Adalberto †  (871 - dopo l'880 dimesso)[17]
- Erilando † (prima dell'887 - dopo il 900 dimesso)[18]
- Stefano † (prima del 909 - 935 deceduto)
- Wicfrido † (22 giugno 935 consacrato - 20 agosto 959 deceduto)
- Davide  † (959 - 964[19] deceduto)
- Landulfo † (menzionato nel 972)
- Framerico † (prima di ottobre 975 - 15 marzo 1004[20] deceduto)
- Baudouin † (prima del 1008 - luglio 1030 deceduto)
- Drogon † (1030 - 22 agosto 1078 deceduto)
- Hubert † (1078 - 1081 dimesso)
  - Lambert † (1082 - 1083 deposto) (intruso)
- Gérard † (1084 - dopo aprile 1096 deposto)
- Jean de Warneton † (1099 - 27 gennaio 1130 deceduto)
- Milon I, O.Praem. † (15 febbraio 1131 consacrato - 16 luglio 1158 deceduto)
- Milon II † (1159 - 14 settembre 1169 deceduto)
- Didier † (1169 - 1191 dimesso)
- Lambert de Bruges † (1191 - 21 maggio 1207 deceduto)
- Jean † (prima di aprile 1208 - 25 gennaio 1213 deceduto)
- Adam † (1213 - 1229 dimesso)
- Pierre de Douy † (1229 - 23 marzo 1251 deceduto)
- Raoul de Chelles † (9 dicembre 1252 - 1264 deceduto)
  - Sede vacante (1264-1276)
- Henri de Murs † (17 ottobre 1276 - 1286 deceduto)
- Jacques de Boulogne † (1287 - 12 settembre 1301 deceduto)
- Enguerrand de Créquy † (prima del 22 novembre 1301 - 29 settembre 1330 deceduto)
- Jean de Vienne † (14 dicembre 1330 - 12 ottobre 1334 nominato arcivescovo di Reims)
- Raymond Saquet † (22 ottobre 1334 - 10 febbraio 1356 nominato arcivescovo di Lione)
- Gilles Aycelin de Montaigut † (2 marzo 1356 - 17 settembre 1361 creato cardinale)
- Robert de Genève † (3 novembre 1361 - 11 ottobre 1368 nominato vescovo di Cambrai)
- Gérard de Daimville † (11 ottobre 1368 - 6 giugno 1371 nominato vescovo di Cambrai)
- Adhémar Robert † (6 giugno 1371 - 14 maggio 1376 nominato arcivescovo di Sens)[21]
- Pierre d'Orgemont † (26 maggio 1376 - 19 gennaio 1384 nominato vescovo di Parigi)
- Jean Tabari † (19 gennaio 1384 - 1403 deceduto)
- Matthieu o Renaud de Bapaume † (19 luglio 1404 - 20 marzo 1414 deceduto)
- Luigi di Lussemburgo † (prima del 2 gennaio 1415 - 24 ottobre 1436 nominato arcivescovo di Rouen)
- Jean le Jeune † (24 ottobre 1436 - 9 settembre 1451 deceduto)
- Davide di Borgogna † (13 settembre 1451 - 12 settembre 1457 nominato vescovo di Utrecht)
- Enrico di Lorena-Vaudémont † (1457 - 16 maggio 1485 nominato vescovo di Metz)
- Antoine de Croÿ † (16 maggio 1485 - 21 settembre 1495 deceduto)
  - Federico Sanseverino † (8 febbraio 1496 - 12 novembre 1498 dimesso) (amministratore apostolico)
- Philippe de Luxembourg † (12 novembre 1498 - 26 novembre 1516 dimesso)
- François de Melun † (26 novembre 1516 - 22 novembre 1521 deceduto)
  - Giovanni di Lorena † (7 gennaio 1522 - 8 novembre 1535 dimesso) (amministratore apostolico)
- François de Créquy † (8 novembre 1535 - 28 febbraio 1552 deceduto)
  - Antoine de Créquy † (1552 - 15 dicembre 1553 nominato vescovo di Nantes) (vescovo eletto)
  - Sede vacante (1552-1567)
  - Sede trasferita a Boulogne

### Vescovi di Boulogne
- Claude-André d'Ormy † (3 marzo 1567 - 15 febbraio 1599 deceduto)
- Claude d'Ormy  † (26 giugno 1600 - 30 novembre 1626 deceduto)
- Victor Le Bouthilier † (29 novembre 1627 - 1º settembre 1631 nominato arcivescovo coadiutore di Tours)
- Jean d'Olce † (20 dicembre 1632 - 31 agosto 1643 nominato vescovo di Bayonne)
- François Perrochel † (6 febbraio 1645 - 1675 o 1677 dimesso)
- Nicolas Ladvocat-Billiard † (8 febbraio 1677 - 11 aprile 1681 deceduto)
- Claude Le Tonnelier de Breteuil † (1º dicembre 1681 - 8 gennaio 1698 deceduto)
- Pierre de Langle † (15 settembre 1698 - 12 aprile 1724 deceduto)
- Jean-Marie Henriau † (11 settembre 1724 - 25 gennaio 1738 deceduto)
- Auguste-César d'Hervilly de Devise † (27 giugno 1738 - 11 ottobre 1742 deceduto)
- François-Joseph-Gaston de Partz de Pressy † (15 luglio 1743 - 8 ottobre 1789 deceduto)
- Jean-René Asseline † (14 dicembre 1789 - 10 aprile 1813 deceduto)[22]
  - Sede soppressa

### Sede di Thérouanne
- (FR) Louis Duchesne, Fastes épiscopaux de l'ancienne Gaule, vol. III, Paris, 1915,  pp. 130–137.
- (FR) Charles Meriaux, Thérouanne et son diocèse jusqu'à la fin de l'époque carolingienne: les étapes de la christianisation d'après les sources écrites, in Bibliothèque de l'école des chartes, tome 158, 2000,  pp. 377–406.
- (FR) Honoré Bernard, Les états carolingiens de la cathédrale de Thérouanne (Pas-de-Calais), in Comptes rendus des séances de l'Académie des Inscriptions et Belles-Lettres, n. 3, 120 (1976),  pp. 362–370.
- (FR)  Léon Vanderkindere, La Formation territoriale des principautés belges au Moyen Âge, Bruxelles, Ed. H. Lamertin, 1902 (vol. I e vol. II)
- (FR) Omer Bled, Les Evêques de Saint-Omer depuis la chute de Thérouanne (1553-1619), Saint-Omer, 1898.
- Gaetano Moroni, Dizionario di erudizione storico-ecclesiastica, vol. 74, Venezia, 1855,  pp. 148–150.